# Cal Ripken Jr.
Calvin Edwin „Cal“ Ripken Jr. (* 24. August 1960 in Havre de Grace, Maryland) ist ein ehemaliger US-amerikanischer Baseballspieler, der von 1981 bis 2001 in der Major League Baseball (MLB) für die Baltimore Orioles spielte. Seine Positionen waren die des Shortstops und Third Baseman. Sein Vater Cal Ripken Sr. und sein Bruder Billy Ripken waren ebenfalls Spieler bei den Orioles.

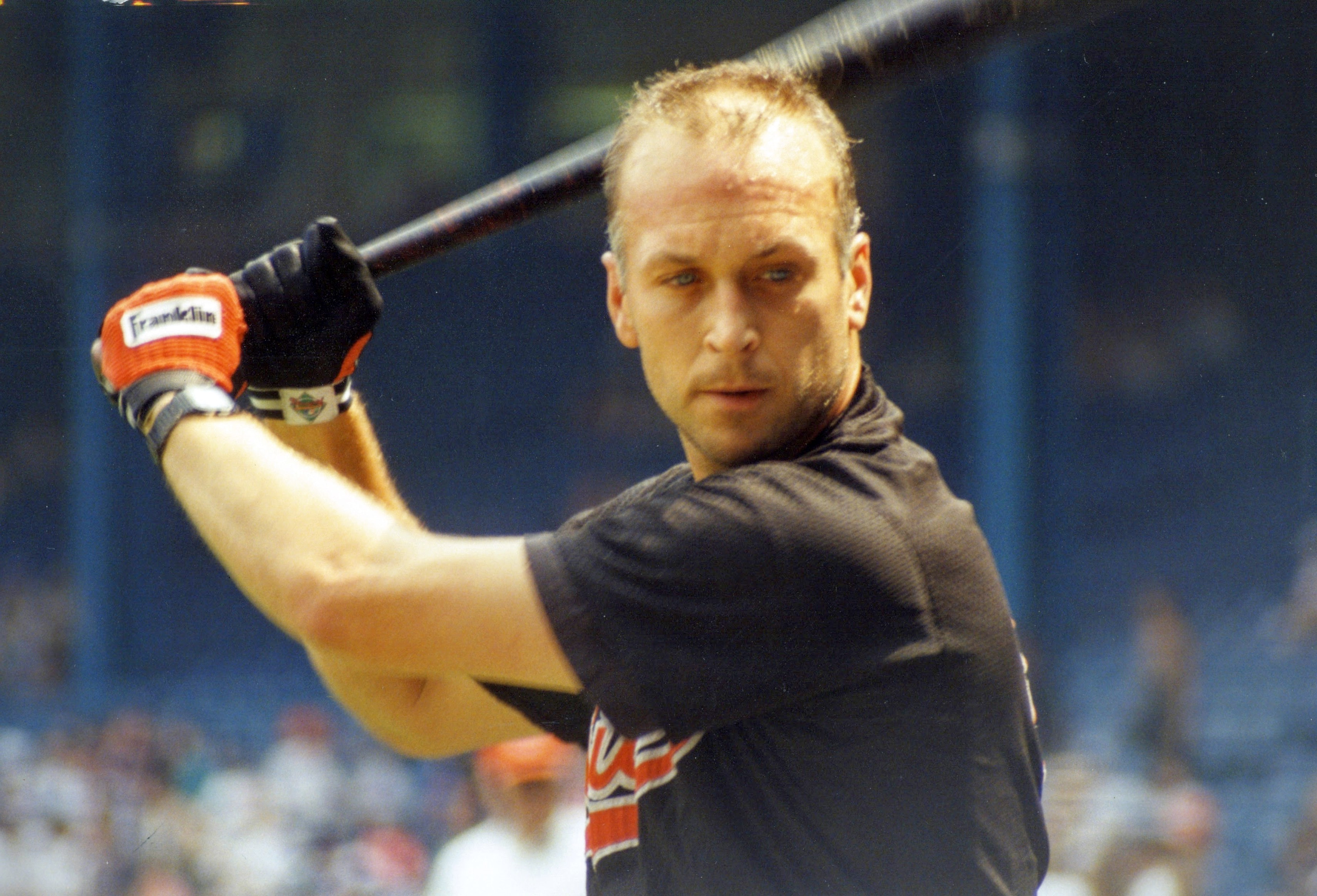
Cal Ripken Jr. vor einem Spiel im Tiger Stadium in Detroit, 1993

Er ist vor allem bekannt dafür, der „Iron Man of Baseball“ (Eiserne Mann des Baseballs) zu sein, da er vom 30. Mai 1982 bis zum 20. September 1998 ohne Unterbrechung 2.632 Spiele in Folge für die Orioles absolvierte. Er übertraf damit den 56 Jahre alten Rekord von Lou Gehrig, der 2130 Spiele in Folge bestritt. Insgesamt absolvierte er 3.001 Spiele.
Am 9. Januar 2007 wurde Ripken mit 98,5 % der möglichen Stimmen in die Baseball Hall of Fame gewählt. Damit hat er die fünft höchste prozentuelle Stimmanzahl aller Spieler in der National Baseball Hall of Fame. 
Heute besitzt Cal Ripken Jr. zwei Teams in den Minor Leagues. Die Aberdeen Iron Birds sowie die Augusta Green Jackets. Daneben betreibt er die Marketingfirma „Ripken Baseball“, die die Sportart Baseball weltweit bekannt machen soll.

## Rekorde und Auszeichnungen
- Rookie of the Year der American League 1982
- Most Valuable Player der American League 1983, 1991
- Gewinner des Gold Glove Awards 1991, 1992
- 2.632 Spiele hintereinander
- 19 Berufungen zum jährlichen All-Star Game
- All-Star-MVP 1991, 2001
- World Series Champion 1983
- Sportler des Jahres (Sports Illustrated) 1995
- Associated Press Athlete of the Year 1995